# Harold A. Scheraga
Harold Abraham Scheraga (* 18. Oktober 1921 in Brooklyn; † 1. August 2020 in Ithaca) war ein US-amerikanischer Chemiker, der sich mit Biophysikalischer Chemie befasste und Professor an der Cornell University war.

## Leben
Scheraga studierte am City College of New York mit dem Bachelor-Abschluss 1939 und an der Duke University mit dem Master-Abschluss 1942 und der Promotion 1946. Zu seinen Lehrern gehörten an der Duke University Fritz London, Hertha Sponer und Lothar Nordheim. Im Zweiten Weltkrieg trainierte er außerdem Bomberbesatzungen in der Flugabwehr. Als Post-Doktorand war er 1946/47 an der Harvard Medical School bei John Edsall, wo sein Interesse für die Physikalische Chemie von Proteinen aus der Biologie begann. 1947 wurde er Instructor und später Professor an der Cornell University, ab 1965 als Todd Professor. Von 1960 bis 1967 stand er der Chemie-Fakultät an der Cornell vor und 1992 emeritierte er.
1956/57 war er zu einem Gastaufenthalt in den Carlsberg Laboratorien der Universität Kopenhagen bei Kai Lindström-Lang, 1959 am Wool Research Laboratory des CSIRO in Australien und 1963 (als Guggenheim und Fulbright Fellow) und 1970 am Weizmann-Institut bei Ephraim Katzir, Aharon Katzir und Michael Sela (er arbeitete in Israel auch mit Shneior Lifson zusammen). Er war auch im Rat des Weizmann-Instituts. 1977 war er Gastprofessor der Japan Society for the Promotion of Science, 1984 Fogarty Scholar an den National Institutes of Health und er war mehrfach seit 1992 Gastwissenschaftler am Scripps Research Institute und 1990 Gastprofessor an der University of California, San Diego.
Er befasste sich mit Physikalischer Chemie von Proteinen und anderen Makromolekülen, Struktur von Wasser und wässrigen Lösungen und Koagulation von Blut (speziell der von Thrombin verursachten Umwandlung von Fibrinogen in Fibrin). Er untersuchte die Bildung von Helix-Schraubenstruktur in Proteinen und Proteinfaltung, zum Beispiel bei Ribonukleasen. Für Berechnungen dazu entwickelte er das All Atomic Force Field Verfahren ECEPP (empirical conformational energy program for peptides) und UNRES (united residue).
Er war ab 1943 mit Miriam Kurnow verheiratet und hatte einen Sohn und zwei Töchter.

## Ehrungen und Mitgliedschaften
- 1957 Eli Lilly Award in Biological Chemistry
- 1968 hielt er die Harvey Lecture
- 1974 Nichols Medal
- 1978 Kendall Award
- 1985 Linus Pauling Award
- 1990 ACS Award in Polymer Chemistry
- 1997 ACS Award for Computers in Chemical and Pharmaceutical Research
- 1999 Ralph F. Hirschmann Award in Peptide Chemistry
- Er war mehrfacher Ehrendoktor (Duke University, Technion, University of Rochester, Iowa State University, Nationaluniversität von San Luis in Argentinien)

Er war Mitglied der National Academy of Sciences, der American Academy of Arts and Sciences (1967) und der American Association for the Advancement of Science. Er ist Ehrenmitglied der New York Academy of Sciences.